# Juan José Zorrilla
Juan José Zorrilla Camps (Rivera,1 de noviembre de 1920 - Montevideo, 5 de enero de 2012) fue un militar naval, embajador ante la Santa Sede y político uruguayo, perteneciente al Partido Colorado. Reconocido por ser el Comandante en Jefe de la Armada Nacional que dio la orden, el 9 de febrero de 1973, de bloquear la Ciudad Vieja para defender a las instituciones tras el anuncio de los jefes del Ejército y la Fuerza Aérea que no acatarían la decisión del Presidente de la República de aquel entonces, Juan María Bordaberry, de sustituir al Ministro de Defensa Nacional, Armando Malet, por el general retirado Antonio Francese. Hecho que sería un antecedente al Golpe de Estado de ese mismo año. 

## Biografía
Zorrilla nació el 1º de noviembre de 1920 en Rivera, Uruguay. Allí mismo fue a la escuela pública y al liceo departamental, inaugurado poco antes por la ley de los liceos departamentales de José Batlle y Ordóñez.
Con 18 años recién cumplidos, se incorporó a la educación naval, de la que salió con el título de guardiamarina del Cuerpo General en 1940. Su carrera continuó como oficial naval, sirviendo en distintos buques. Como capitán de fragata fue comandante del destructor "Uruguay" entre 1961 y 1963. Como Capitán de Navío comandaría el petrolero "Presidente Oribe".
A esa altura era un destacado oficial, egresado del curso de Estado Mayor Naval de la Escuela de Guerra y reconocido por su profesionalidad y carácter. En esa virtud, en 1972 es ascendido a Contralmirante y designado Comandante en Jefe de la Armada Nacional del Uruguay.
Fue Comandante en Jefe de la Armada uruguaya desde 1972 hasta febrero de 1973. Bajo su comando la Armada fue decisiva en la lucha contra la guerrilla, quedando ésta derrotada en 1972. También estuvo a cargo cuando ocurrieron los hechos del "febrero amargo" de 1973, por los cuales sería destituido, tras ordenar el bloqueo a la Ciudad Vieja resguardando a las instituciones.
Tras el fin de la dictadura y el regreso de la democracia serviría como Senador entre 1985 a 1987 por el sector Unidad y Reforma (lista 15) del Partido Colorado, y desde 1987 y 1990 como embajador uruguayo ante la Santa Sede.
Casado con Amelia Bianchi, tuvo 4 hijos: Juan José, Artigas, José Luis y Amelia, y varios nietos.
Falleció con 91 años el 5 de enero de 2012 en Montevideo, Uruguay.

## Bloqueo a la Ciudad Vieja

### Antecedentes
Tras las elecciones presidenciales de noviembre de 1971 asumió un nuevo gobierno el 1 de marzo de 1972 presidido por Juan María Bordaberry.
En abril de 1972, el parlamento uruguayo votó por más de dos tercios de sus integrantes que el país estaba en un "estado de guerra". Mientras tanto, el rol de las Fuerzas Armadas en la vida política continuó incrementándose. 
El 25 de octubre de 1972, Jorge Batlle denunció en televisión que había conversaciones y presuntos entendimientos entre militares e integrantes del Movimiento de Liberación Nacional-Tupamaros en el cuartel del Batallón Florida, con el aval de los generales Gregorio Álvarez y Esteban Cristi en un momento en que estaban técnicamente en "guerra". 
Batlle fue procesado por la justicia militar por el delito de “ataque a la fuerza moral del Ejército” y permaneció dos meses en prisión. El 31 de octubre de 1972 el ministro de Defensa, Augusto Legnani, tuvo que renunciar por no haber podido remover a un jefe encargado de una misión de alta importancia para el ministerio. Posteriormente, los mandos militares hicieron publicaciones enjuiciando al Presidente de la República.
En enero de 1973 la inteligencia naval advirtió las reuniones clandestinas de cuatro generales, sin mando de tropa, encaminadas a convencer al ejército a un amotinamiento, por el próximo anuncio de fin de estado de guerra (que dejaría a los efectivos sin cobrar el doble sueldo por estado de guerra).
El 1 de febrero de 1973, el Dr. Amílcar Vasconcellos lee por Radio Carve una dura carta, denunciando el complot golpista que se gestaba. La contesta el presidente Bordaberry diciendo que “no será con su consentimiento que el país se apartará de su tradición democrática”. Los mandos militares, insatisfechos con esa respuesta presidencial, el día 7 lanzan una virulenta declaración en contra de Vasconcellos, anunciando ya lo que será su doctrina: la sedición tupamara está controlada, pero la “subversión” subsiste, afectando “la seguridad nacional”. El Vicealmirante Zorrilla se niega a firmar el documento.
El 8 de febrero de 1973, con el propósito de controlar la efervescencia militar, el presidente Bordaberry sustituyó al Ministro de Defensa Nacional, Armando Malet, por el general retirado Antonio Francese. En la mañana de ese día el nuevo ministro se reunió con los mandos de las tres fuerzas y sólo encontró respaldo en la Armada y en el Comandante en Jefe de esta fuerza, Zorrilla.
El Contralmirante Juan José Zorrilla recordando este episodio, relató: "Después de la reunión en Suárez seguimos la reunión en el ESMACO, y ahí yo, o la Marina, porque yo no estaba solo, había otro almirante, el prefecto nacional y dos o tres oficiales más, estuvimos discutiendo media hora, cuando mucho. Y dije que si seguían, yo me retiraba, porque vi que no había manera de entrar en acuerdo; entonces la Marina se retiró. El ministro Malet ya había renunciado, porque ellos estaban decididos a contestar de cualquier manera a Vasconcellos". 
A las ocho de la noche, desde el canal de televisión del Estado, los jefes del Ejército y la Fuerza Aérea anunciaron que desconocerían las órdenes del ministro Francese y reclamaron al presidente a su relevo. A las diez y media de la noche, desde Canal 4 (privado), Bordaberry anunció que mantendría a Francese en el Ministerio y convocó a la ciudadanía a reunirse en la Plaza Independencia, frente a la Casa de Gobierno. Allí le acompañaron los ruralistas Juan José Gari y Olga Clérici (viuda de Benito Nardone) y varios otros dirigentes políticos de poco peso. A la convocatoria a la plaza respondieron unos 200 ciudadanos.
En aquel “febrero amargo”, como lo titulara para siempre el político batllista Amílcar Vasconcellos (exministro de Hacienda y por entonces Senador), marca la irrupción de hecho de la fuerza militar en el gobierno. Es la primera vez que la atónita ciudadanía ve salir los tanques a la calle. Los acontecimientos venían de tiempo atrás y ya la prisión de Jorge Batlle, en octubre del año anterior, había mostrado hasta qué punto las Fuerzas Armadas habían asumido un rol político protagónico, con mandos que, embriagados por el éxito en el combate a los tupamaros, inocultablemente irrumpían como un poder

### El Bloqueo de Ciudad Vieja
El Contralmirante Juan Zorrilla reafirmó su respeto a la Constitución oponiéndose a la actitud de los sublevados.
El 9 de febrero de 1973, a las dos de la madrugada, la Armada Nacional a su mando cercó militarmente la Ciudad Vieja de Montevideo, disponiendo resistencia al desconocimiento de la autoridad democrática. Mandó colocar una barricada de vehículos requisados a la altura de la calle Juan Carlos Gómez, desde la Rambla Gran Bretaña hasta el puerto de Montevideo, a la vez que desplegó los barcos de guerra frente a las costas de Montevideo en posición de fuego, listos para una acción bélica.
En respuesta, el Ejército sacó sus tanques a las calles y ocupó varias emisoras de radio, desde las cuales exhortó a los miembros de la Armada a unirse a sus planteos. El Ejército y la Fuerza Aérea emiten el comunicado Nº 4 en la noche del 9 de enero, en el que se planteaba el programa político del militarismo y luego el comunicado Nº 7, complementando la doctrina expuesta, en el sábado 10 de febrero. Este alzamiento significó en los hechos un verdadero golpe de Estado sobre el poder constitucional, iniciando un proceso que finalmente culminó con la disolución de las Cámaras el 27 de junio de 1973. 
La Armada le ofreció al Presidente una base para establecer su despacho y poder negociar con el Ejército desde una posición más fuerte, lo que no fue aceptado. Lamentablemente, ésta fue una acción solitaria en defensa de las Instituciones democráticas que estaban siendo avasalladas. 
Solamente la Armada se desplegó en defensa de las instituciones, desplegando la flota, militarizando la ciudad vieja y las bases navales. El Frente Amplio no hizo quorum para condenar el golpe, los habían convocado como "masas populares" que si apoyaban a los militares recibirían prebendas. Mensaje que el General Baliñas pasó al General Seregni, y éste pasó al Frente. El Partido Comunista uruguayo apoyó a los insurgentes, que creían peruanistas, ya que en el numeral 5° del comunicado se planteaba alcanzar o impulsar la obtención de objetivos socioeconómicos, como incentivar las exportaciones, reorganizar el servicio exterior, eliminar la deuda externa opresiva, erradicar el desempleo, atacar los ilícitos económicos y la corrupción, reorganizar la administración pública y el sistema impositivo y redistribuir la tierra, entre otros. Editoriales del diario El Popular y del semanario Marcha expresaron puntos de vista antagónicos al respecto. En esa misma noche del 9 de febrero, el Frente Amplio y el propio General Seregni reclaman la renuncia del Presidente y proclaman la “interacción fecunda entre pueblo, gobierno y Fuerzas Armadas, para comenzar la reconstrucción de la patria en decadencia”. Los voceros frentistas, diarios y dirigentes, proclaman que “no es el dilema entre poder civil y poder militar, que la división es entre oligarquía y pueblo y que en este caben todos los militares patriotas”
El Partido Nacional no se pronunció, debido a que se había prometido a los generales de su grupo que el golpe sería para sacar al presidente Bordaberry, acusado de fraude, y que Wilson fuera electo por el pueblo. 
La mayoría del Partido Colorado no se movilizó, salvo el senador Vasconcellos y el vicepresidente Sapelli.
Entre tanto, Zorrilla estaba atrapado en un dilema:
1) Con la información que tenía la inteligencia naval, los demócratas eran más que los golpistas en las unidades del ejército, si grupos de fuerzas especiales con oficiales navales se desplegaban, como ya habían hecho para detener tupamaros, todos los golpistas estarían detenidos en pocas horas por fuerzas especiales de la Armada.
2) Como constitucionalista, juró obediencia al presidente de la República, y no podía actuar sin órdenes, las que solicitó pero nunca llegaron.
Varios oficiales de la Armada desconocieron el mando de Zorrilla y apoyaron los comunicados del Ejército y la Fuerza Aérea. Al día siguiente, 11 de febrero, Zorrilla tuvo que deponer su actitud para evitar un baño de sangre inútil y presenta renuncia a su cargo de Comandante de la Armada Nacional, asumiendo dicho cargo el Capitán de Navío Conrado Olazábal, con lo que esta fuerza abandonó su postura constitucionalista y se plegó a la posición del Ejército y la Fuerza Aérea.
En su carta de renuncia señaló que ha tratado por todos los medios a su alcance de cumplir con el postulado básico del deber militar "de lealtad al orden constitucional, orgullo y fuerza de nuestra República". Cuando se retira de su despacho, Zorrilla le dice a sus subordinados: "Este libro me lo llevo porque para ustedes. No va a ser de utilidad". Era la Constitución de la República. Termina diciendo: “Espero que cada uno de los actores de estos sucesos asuma su responsabilidad ante la historia”.
Esta intensa pulseada termina en la mañana del día lunes 12 de febrero de 1973, cuando Bordaberry concurrió a la Base Aérea "Cap. Juan Manuel Boiso Lanza" y aceptó todas las exigencias de los mandos militares y pactó su continuidad en la Presidencia. Esto fue llamado el Acuerdo de Boiso Lanza.

### Después de los hechos
Pocos días después, una bomba explotó en la puerta de su casa. Un aviso para que se fuera del país. La Inteligencia Naval hizo llegar un mensaje a Inteligencia Militar; "¡Ojo! Si le pasaba algo a Zorrilla". No tuvo más problemas.

## Ámbito político y diplomático
Durante la dictadura, con el comienzo de la apertura, acepta apoyar a la lista ABX, del distintivo "Batllismo Unido", correspondiente al sector Lista 15, del por entonces proscripto Jorge Batlle Ibáñez, y encabezada por el dos veces ministro, y futuro presidente, Julio María Sanguinetti. Ocupa por la lista ABX el segundo lugar a la Convención Nacional del Partido Colorado, pero después de un discurso es acusado por las FF. AA. de "atentado a la fuerza moral del Ejército y la Marina" y sometido a la Justicia militar. Está 30 días preso en la Escuela Naval, razón por la que no pudo asumir su cargo de Convencional del Partido.
Con el fin de la dictadura y el retorno a la democracia, fue electo en las Elecciones generales de 1984 como Senador de la República para la XLII Legislatura, estando en el quinto lugar de las Listas 15 y 85 del Batllismo, por el Partido Colorado, hasta 1987.
En diciembre de 1987, renuncia a su banca, siendo sustituido por Francisco Terra Gallinal, para ser designado como Embajador uruguayo ante el Vaticano. Allí fue decano del cuerpo diplomático y amigo personal del papa Juan Pablo II, que realizó dos Visitas Pastorales en Uruguay. La primera se desarrolló durante los días 31 de marzo y 1º de abril de 1987 y la segunda se extendió entre el 7 y el 9 de mayo de 1989.
Al cumplir 70 años, en 1990 se retira, a su sencilla casa, rodeado del respeto de la ciudadanía democrática del país y del amor de su familia. Recordado por ser un demócrata cabal, republicano honrado, defensor irrestricto de la Constitución de la República y sus Instituciones, leal a la Armada a la que sirvió con devoción y coraje.
Falleció en su retiro el 5 de enero de 2012 a los 91 años de edad.

## Homenajes
La Intendencia de Rivera lo nombró Ciudadano Ilustre de Rivera en 2009.
A finales de 2022, el diputado Conrado Rodríguez propuso la instalación de una estatua en homenaje a Juan Zorrilla en reconocimiento a sus acciones en contra del intento de golpe de Estado en 1973, contando con el apoyo de todos los diputados del partido y el interés del secretario general del partido, Julio María Sanguinetti. Este proyecto de ley propone que se erija la estatua, en conmemoración de su coraje cívico y lealtad a las Instituciones, con su piedra fundamental colocada dentro de los noventa días de promulgada en la entrada de la Ciudad Vieja de Montevideo (su lugar preciso será fijado en las inmediaciones de la Rambla Gran Bretaña a la altura de la calle Juan Carlos Gómez por una Comisión Honoraria del Ministerio de Transporte y Obras Públicas. El proyecto de ley fue aprobado en sesión extraordinaria de la Cámara de Representantes el jueves 9 de febrero de 2023 a la hora 13, tratado como único punto del orden del día y luego comunicado al Senado. Expusieron sobre el asunto los diputados Conrado Rodríguez, Nicolás Viera, Daniel Martínez Escamés e Iván Posada.
El Partido Colorado organizó para el 8 de febrero de 2023 un acto en homenaje al Contralmirante como conmemoración del cincuentenario del febrero de 1973, momento “en que se inicia el golpe de Estado” señaló el Partido Colorado.
También en 2023, el 9 de febrero de dicho año, en el Salón Alcázar dentro de la sede del Comando de la Armada Nacional, se le rindió homenaje al contralmirante Juan José Zorrilla. Al reconocimiento asistió el Señor Ministro de Defensa Nacional, Dr. Javier García, Autoridades Navales y familiares, junto a la Comisión de Homenaje presidida por la Dra. Luisa Amaro, e integrada además por el Sr. Manuel Novas, el Dr. Fernando Aguirre, el Sr. Ignacio Scala, el Ing. José Zorrilla y el Dr. Graziano Pascale. Consistió en la entrega al Comandante de la Armada, Contralmirante Jorge Wilson, de una placa recordatoria del gesto de Zorrilla y de los oficiales que lo acompañaron aquel día histórico.